# Enrique Carriazo
Enrique Carriazo Baschirello (Bogotá, 24 de julio de 1967) es un actor, director y escritor colombiano con una extensa carrera en el teatro, el cine y la televisión de su país.

## Carrera
Carriazo inició su carrera como actor de teatro en La Candelaria en su ciudad natal. Su debut en la televisión se dio en 1993 cuando integró el elenco de la telenovela Solo una mujer, bajo la dirección de Magdalena La Rotta. Un año después registró una aparición en la serie cómica Vuelo secreto. En 1995 interpretó a Luis en la película De amores y delitos: Amores ilícitos y dos años más tarde apareció en la telenovela Código de pasión. Su interpretación de Paco María Rojas en La Guerra de las Rosas en 1999 le valió un amplio reconocimiento a nivel nacional, llevándolo a protagonizar la exitosa película de comedia de 2001 La pena máxima, donde interpretó a un fanático de la selección colombiana que pierde todo debido a su desenfrenada obsesión por el fútbol. Tras interpretar a Lorenzo de la Espriella en la popular telenovela Pedro el escamoso en 2001, un año más tarde protagonizó el largometraje Te busco junto a Andrea Guzmán y Robinson Díaz.
En 2004, protagonizó la película La esquina junto a Fabio Rubiano y Jairo Camargo. Un año después interpretó a Beto Reyes, su personaje más recordado, en la popular telenovela Los Reyes. Los siguientes años estuvo dedicado a la escritura de obras de teatro y guiones, produciendo en 2010 la obra teatral Una historia de amor. En 2014, retornó a la televisión colombiana interpretando al doctor Nepomuceno Matallana en la serie Dr. Mata. Un año después integró el elenco de la película Siempreviva bajo la dirección de Klych López. En 2018, se anunció su participación en la telenovela de Caracol Televisión La gloria de Lucho.

## Filmografía

### Televisión
| Año       | Título                                | Personaje                              | Canal              |
| --------- | ------------------------------------- | -------------------------------------- | ------------------ |
| 2024      | Secuestro del vuelo 601               | Ingeniero Álvaro Aristides "Pirateque" | Netflix            |
| 2020      | Libertador                            | Investigador Humberto Rojas            | Canal 13           |
| 2019      | Historia de un crimen: Colmenares     | Fiscal Antonio Luis González           | Netflix            |
| 2019      | La gloria de Lucho                    | Lucho Díaz                             | Caracol Televisión |
| 2014      | Dr. Mata                              | Nepomuceno Matallana                   | Canal RCN          |
| 2005-2006 | Los Reyes                             | Edilberto 'Beto' Reyes                 | Canal RCN          |
| 2003-2004 | Ángel de la guarda, mi dulce compañía | Benigno Perales                        | Caracol Televisión |
| 2001-2003 | Pedro el escamoso                     | Lorenzo de la Espriella                | Caracol Televisión |
| 1999-2000 | La Guerra de las rosas                | Paco María Rojas                       | Caracol Televisión |
| 1998-1999 | Código de pasión                      |                                        | Cadena Uno         |
| 1996-1998 | Prisioneros del amor                  | Atilio Moncada                         | Cadena Uno         |
| 1996      | Géminis                               | Adolfo                                 | Cadena Uno         |
| 1995      | Flor de oro                           | Father Clemente                        | Cadena Uno         |
| 1994      | Soledad                               |                                        | Cadena Uno         |
| 1994      | Vuelo secreto                         | El Pequeño Ortegón                     | Cadena Uno         |
| 1993-1994 | Solo una mujer                        | Víctor Niño                            | Cadena Uno         |
| 1992-1993 | N. N.                                 | Primera aparición                      | Cadena Uno         |

### Cine
- Amalia la secretaria (2018)
- Siempreviva (2015)
- La esquina (2004)
- La primera noche (2003)
- Te busco (2002)
- La pena máxima (2001)
- La mujer del piso alto
- Es mejor ser rico que pobre

### Teatro
- La gloria de Lucho - Lucho Díaz (2019)

## Premios y nominaciones

### Premios India Catalina
| Año  | Categoría                                     | Telenovela o Serie                    | Resultado |
| ---- | --------------------------------------------- | ------------------------------------- | --------- |
| 2019 | Mejor actor protagónico de telenovela o serie | La gloria de Lucho                    | Ganador   |
| 2019 | Mejor actor protagónico de telenovela o serie | Historia de un crimen: Colmenares     | Nominado  |
| 2019 | Mejor talento favorito del público            | La gloria de Lucho                    | Nominado  |
| 2015 | Mejor actor protagónico de telenovela o serie | Dr. Mata                              | Ganador   |
| 2006 | Mejor actor protagónico                       | Los Reyes                             | Nominado  |
| 2004 | Mejor actor de reparto                        | Ángel de la guarda, mi dulce compañía | Ganador   |
| 2000 | Mejor actor de reparto                        | La Guerra de las Rosas                | Ganador   |

### Premios TVyNovelas
| Año  | Categoría                             | Telenovela o Serie                    | Resultado |
| ---- | ------------------------------------- | ------------------------------------- | --------- |
| 2015 | Mejor actor protagónico de telenovela | Dr. Mata                              | Nominado  |
| 2006 | Mejor actor protagónico de telenovela | Los Reyes                             | Nominado  |
| 2004 | Mejor Actor de Reparto                | Ángel de la guarda, mi dulce compañía | Nominado  |
| 2001 | Mejor Actor de Reparto                | La Guerra de las rosas                | Ganador   |
| 1998 | Mejor Actor de Reparto                | Prisioneros del amor                  | Nominado  |
| 1995 | Mejor Actor de Reparto                | Solo una mujer                        | Nominado  |

### Premios Macondo
| Año  | Categoría              | Película             | Resultado |
| ---- | ---------------------- | -------------------- | --------- |
| 2018 | Mejor Actor Principal  | Amelia la Secretaria | Ganador   |
| 2016 | Mejor Actor de Reparto | Siempre Viva         | Ganador   |

### Otros premios obtenidos
- Premio Orquídea USA a Mejor Actor, Los Reyes